# Gana Adhikar
Gana Adhikar is een Assamees-talig regionaal dagblad, dat uitkomt in de Indiase deelstaat Assam. De krant, die wil opkomen voor de gewone mensen, is eigendom van Unity Media & Infrastructure Limited. De chief editor is Dilip Bora (2013). Sinds april 2011 heeft de krant ook een online-editie. Het dagblad is gevestigd in Guwahati.